# سندرم زمزم–شریف–فیلیپس
سندرم زمزم-شریف-فیلیپس (انگلیسی: Zamzam–Sheriff–Phillips syndrome) یک بیماری ژنتیکی نادر است که به‌صورت اتوزومال مغلوب به ارث می‌رسد و مشخصه‌اش، فقدان عنبیه، عدسی نابجای چشمی، دندان‌های پیش غیرطبیعی و کم‌توانی ذهنی است. از آنجایی که پژوهش‌هایی زیادی بر روی این بیماری نادر انجام نشده‌است، معلوم نیست کدام ژن مسئول ایجاد آن است.
ازدواج‌های خویشاوندی معمولاً با بروز اختلالات ژنتیکی اتوزومال مغلوب مربوط هستند و سندرم زمزم-شریف-فیلیپس را هم، با چنین ازدواج‌هایی مرتبط دانسته‌اند.